# Herbert Schmidt (Orgelbauer)
Herbert Schmidt (* 15. Februar 1932; † 8. Dezember 2018) war ein luxemburgischer Orgelbauer. Er führte ab 1969 einen eigenen Orgelbaubetrieb in Mersch.

## Leben
Schmidt lernte das Orgelbauhandwerk ab 1947 bei Walcker in Ludwigsburg, wo er in den darauffolgenden Jahren als Geselle arbeitete. 1955 wechselte er zu Georges Haupt (Lintgen) und leitete diese Firma zwischen 1963 und 1969 gemeinsam mit Nicolas Loewen und August Mreche. Nachdem Schmidt 1966 die Meisterprüfung abgelegt hatte, machte er sich 1969 in Mersch selbstständig.

## Werkliste (Auszug)
| Jahr | Ort                    | Gebäude                                   | Bild | Manuale | Register | Bemerkungen                                                     |
| ---- | ---------------------- | ----------------------------------------- | ---- | ------- | -------- | --------------------------------------------------------------- |
| 1968 | Moesdorf (Mersch)      | Saint-Jean-Baptiste                       |      | II/P    | 11       | Meisterstück von Herbert Schmidt, 1971 in Moesdorf aufgestellt. |
| 1977 | Dudelange              | Protestantische Kirche der Gaffelt-Schule |      | I       | 3        | 1995 in die protestantische Kirche Esch-sur-Alzette umgesetzt.  |
| 1979 | Luxemburg-Dommeldingen | St. Hubertus                              |      | II/P    | 14       |                                                                 |
| 1981 | Hilbringen             | St. Petrus in Ketten                      |      | II/P    | 27       | Im Gehäuse der Vorgängerorgel von Breidenfeld (1896)            |
| 1984 | Hostert (Niederanven)  | Saint-Jean-Baptiste                       |      | II/P    | 24       | Im Gehäuse der Vorgängerorgel von Gebr. Müller (1897)           |